# Federico Morassutti
Federico Morassutti (San Vito al Tagliamento, 22 ottobre 1876 – Padova, 17 aprile 1954) è stato un imprenditore italiano attivo dapprima nel commercio di ferramenta e legname, poi nel settore degli oggetti per la casa.
Portò l'impresa di famiglia a essere tra le aziende leader nel settore della distribuzione grossista in Italia.

## Biografia
Nasce da Paolo Morassutti e Antonietta Zamperini a San Vito al Tagliamento (provincia di Udine) nel 1876, da una famiglia da diverse generazioni attiva nel commercio di legname e ferramenta. Trascorre l'infanzia nel paese natale, frequentando le locali scuole comunali. All'età di dieci anni viene mandato in collegio a Cremona, e di lì all'estero, a Grenoble e Lubiana, per perfezionare la propria istruzione e impratichirsi nelle questioni attinenti al commercio.
La ditta di famiglia, presente con alcune filiali a Padova e in diverse città del Veneto, attraversa in quel periodo una fase di incertezza. Dopo la morte del nonno Antonio (1875), la direzione passa nelle mani del padre Paolo e del fratello Pietro.
Rientrato dall'estero, Morassutti affianca il padre nel difficile compito di risanare l'azienda, indebolita dalla divisione patrimoniale. Ai vecchi impianti di S. Vito al Tagliamento, Portogruaro, Casarsa, Köflach e Zeltweg, si affiancano nuovi negozi a Montebelluna (1896), Mestre, Vittorio Veneto (1897) e Motta di Livenza (1898), mentre la sede padovana diventa il “centro motore” dell'azienda. Qui, nei pressi dell'ex teatro Concordi, nel pieno centro della città, è allestito un magazzino di ferro e ferramenta, mentre in una zona limitrofa è collocato un punto per la vendita al minuto: si tratta di una scelta imprenditoriale lungimirante, che punta a creare una rete di negozi, vera e propria catena distributiva ante litteram di prodotti a largo consumo.

### Ferramenta e casalinghi
Nel 1898, alla morte del padre, la gerenza dell'azienda passa a Morassutti, allora ventiduenne: questi si dedica inizialmente al consolidamento della situazione finanziaria, premessa per l'ulteriore sviluppo di un'azienda che, per crescere, ha ormai bisogno di uscire dai confini regionali, lanciandosi nel mercato nazionale. Per seguire il naturale sviluppo degli affari, Morassutti decide di aprire nuovi punti vendita puntando sul rafforzamento del settore dei casalinghi. Fa parte di questa strategia anche la scelta di illustrare alla clientela l'intero assortimento disponibile attraverso un “catalogo” periodicamente inviato ai dettaglianti delle diverse città, in modo che, quando si presentano gli agenti della ditta per raccogliere gli ordini, i clienti hanno già una reale cognizione del prodotto offerto.
Lo scoppio della “Grande guerra” è un duro colpo per l'azienda: l'interruzione dei rifornimenti provenienti dall'area tedesca, le difficoltà nel reperire fornitori e agenti nella penisola, la sfortunata collocazione dei più importanti magazzini e negozi (posti nelle immediate retrovie del fronte) riducono notevolmente l'attività commerciale dell'azienda, in particolare nel ramo della vendita al minuto.
Gli anni del dopoguerra sono invece propizi al rilancio della ditta. Riprendono le importazioni di materiali dalla Germania, dall'Austria e dalla Cecoslovacchia, mentre per difendersi dalla concorrenza Morassutti procede a una crescente diversificazione dell'offerta di prodotti e a una più attenta scelta delle fonti di approvvigionamento all'estero. Vengono anche aperti nuovi depositi, prima a Bologna e in seguito a Napoli: una strategia finanziariamente molto onerosa, che colloca però l'azienda ai primi posti nel panorama nazionale del settore distributivo.

### Lo stabilimento bombardato

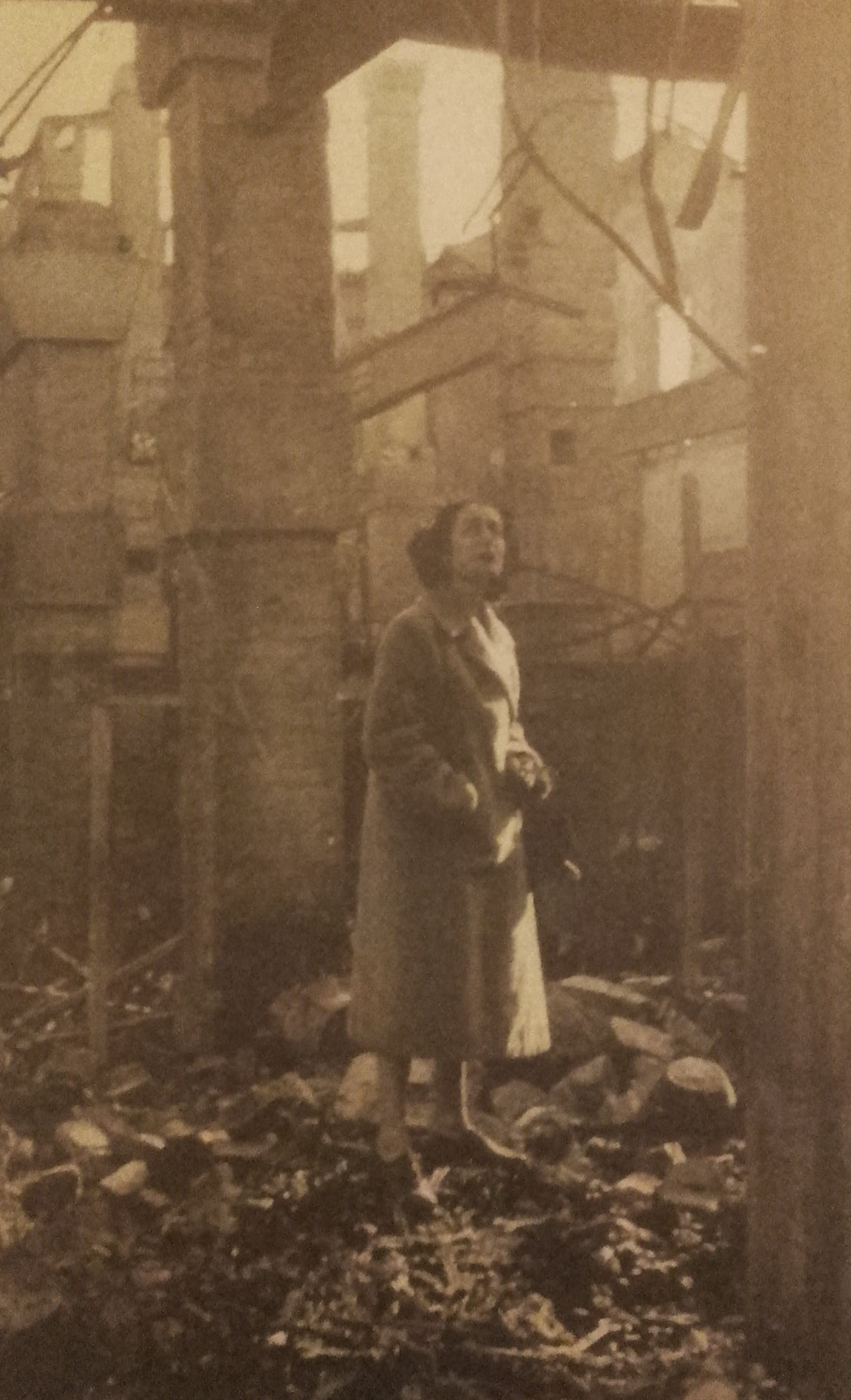
Lo stabilimento centrale della Morassutti a seguito dell´incendio

La morte della madre e la successiva spartizione del patrimonio fra i figli portano nel 1922 all'ingresso in azienda dei fratelli Giovanni Paolo, Domenico e Antonio. La Paolo Morassutti (che porta ancora il nome del padre), si trasforma in una società a nome collettivo e Morassutti, che avrebbe preferito la costituzione di una società in accomandita, ne è nominato amministratore delegato. Da lì a qualche anno però, in concomitanza con la crisi generale degli anni trenta, emergono profonde divergenze fra i fratelli. Morassutti, per mantenere i contatti e le posizioni raggiunte, sostiene l'opportunità di continuare la politica espansiva sin lì seguita dalla ditta, riuscendo a evitare la chiusura dei depositi di Napoli e Bologna per non compromettere il credito bancario e commerciale di cui gode l'azienda. In seguito dà vita una società satellite a proprio nome, la Federico Morassutti & C., con lo scopo di proseguire il commercio di legname, l'attività che maggiormente grava sul bilancio. Sul finire degli anni trenta la ditta è in piena espansione; di lì a poco, però, lo scoppio della seconda guerra mondiale ne rallenta progressivamente l'attività. Nel dicembre del 1943, inoltre, il bombardamento aereo su Padova distrugge lo stabilimento di via Trieste, sede centrale della ditta.

### Ampliamento della rete di vendita

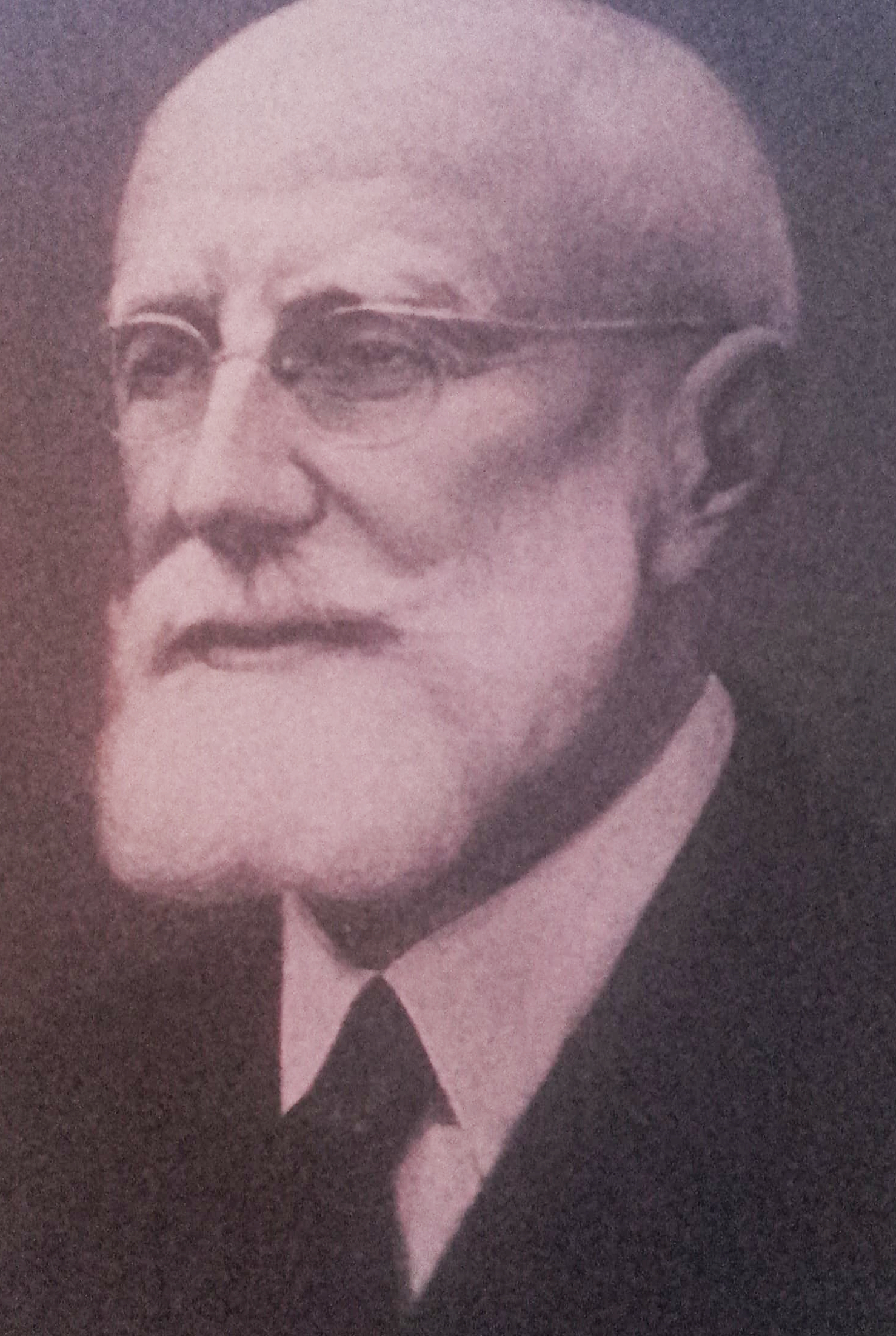
Federico Morassutti 1948 circa

Dopo la Liberazione, grazie alla solidità patrimoniale dell'azienda, l'imprenditore può procedere rapidamente alla ricostruzione degli impianti danneggiati dalla guerra, e all'inizio degli anni cinquanta il giro d'affari appare in pieno sviluppo: la ditta occupa più di 500 dipendenti, dislocati in 21 negozi e depositi. L'ampia rete di vendita messa insieme da Morassutti nei decenni precedenti spinge l'impresa a dotarsi di un apposito ufficio per la stampa di listini, cataloghi e stampati. In questi anni, grazie a diversi contratti di fornitura in esclusiva con ditte tedesche e inglesi produttrici di ceramiche e casalinghi, viene potenziata la vendita al dettaglio. Morassutti si convince quindi dell'opportunità di abbandonare il settore delle ferramenta e spostare il baricentro commerciale della ditta verso gli oggetti per la casa. Per dare corso a questa trasformazione potenzia le strutture di vendita, con l'introduzione di moderne tecniche di lay-out nei magazzini e cura la formazione dei buyer, ai quali viene richiesta un'ampia e approfondita conoscenza dei prodotti offerti e delle modalità di vendita; presta inoltre maggiore attenzione al marketing, con l'adozione di propri marchi a garanzia della qualità di alcuni prodotti.
La società stessa cambia assetto: nel 1952 si trasforma in una moderna società per azioni. È Morassutti a promuovere questa trasformazione, spinto soprattutto dalle necessità della ripresa postbellica. Con un capitale di 210 milioni di lire, la Morassutti impiega ora circa 570 dipendenti dislocati in 24 insediamenti (20 negozi e 4 depositi) sparsi su tutto il territorio nazionale: dal Veneto al Lazio, dalla Liguria all'Emilia, dalla Lombardia alla Campania. Presidente e Amministratore delegato viene confermato Morassutti, a riconoscimento di un impegno che dura ormai da più di cinquant'anni.
Il cambiamento in atto (un mix fra tradizione gestionale, vocazione al rischio oculato e innovazione) è tuttavia segnato dall'incendio che colpisce, il 17 gennaio del 1953, la sede centrale dell'azienda. Morassutti muore a Padova quindici mesi dopo, nella primavera del 1954, a causa di un ictus.
L'attività viene proseguita dai figli. Nel giugno 1961, all'epoca dell'inaugurazione della nuova sede centrale nell'area industriale di Padova, l'azienda impiega 1250 dipendenti e conta 7 depositi e 27 filiali. Viene assorbita dal gruppo La Rinascente nel corso degli anni settanta.

## Archivio
L'Archivio aziendale della Paolo Morassutti risulta disperso a seguito dell'assorbimento, negli anni settanta del Novecento, della sede centrale di Padova da parte del gruppo La Rinascente.